# Hastings, Michigan
Hastings är administrativ huvudort i Barry County i Michigan. Orten har fått sitt namn efter markägaren Eurotas P. Hastings som sålde markområdet dit orten grundades till Philo Dibble, Lansing Kingsbury och Cornelius Kendall år 1836.

## Kända personer från Hastings
- Gordon Johncock, racerförare